# Operazioni militari alleate della guerra del Vietnam (1966)
Questa pagina contiene una lista delle operazioni militari condotte nel 1966 durante la guerra del Vietnam dalle forze statunitensi o dai loro alleati.
| Durata                          | Nome                                                           | Descrizione | Luogo                                                                                           |
| ------------------------------- | -------------------------------------------------------------- | --- | ----------------------------------------------------------------------------------------------- |
| 1966                            | Operazione Lightning Bug                                       | Interdizione aerea eseguita dall'USAF |                                                                                                 |
| 1 - 8 gennaio                   | Operazione Marauder/Operazione An Dan 564                      | Operazione effettuata nel delta del Mekong dalla 1ª divisione fanteria e 173ª brigata aviotrasportata USA, dal 1º battaglione del Royal Australian Regiment e da elementi ARVN (esercito sudvietnamita) | Ex provincia di Hau Nghia                                                                       |
| 1 - 18 gennaio                  | Operazione Jefferson                                           | Operazione Search and Destroy portata avanti simultaneamente da paracadutisti ARVN del 47º reggimento e dalla 2ª brigata marines sudcoreana | Provincia di Phu Yen                                                                            |
| 1 - 20 gennaio                  | Operazione Matador III                                         | Operazione Search and Destroy della 1ª brigata della 1ª divisione cavalleria USA lungo il confine cambogiano | Province di Pleiku e Kon Tum                                                                    |
| 3 - 4 gennaio                   | Operazione War Bonnet                                          | Operazione Search and Destroy del 3º battaglione carri e del 2º battaglione del 9º reggimento Marines USA |                                                                                                 |
| 3 - 8 gennaio                   | Operazione Hang Over                                           | Operazione Search and Destroy del 2º battaglione del 327º reggimento fanteria USA | Provincia di Ninh Thuan                                                                         |
| 3 - 8 gennaio                   | Operazione Long Lance                                          | Operazione Search and Destroy del 1º battaglione del 1º reggimento Marines | Provincia di Quang Nam                                                                          |
| 3 - 8 gennaio                   | Operazione Quick Kick                                          | Operazione Search and Destroy della 1ª brigata della 1ª divisione fanteria USA | Provincia di Binh Duong                                                                         |
| 8 - 14 gennaio                  | Operazione Crimp                                               | Operazione del 1º battaglione del Royal Australian Regiment insieme a due brigate della 1ª divisione fanteria USA | Bosco di Ho Bo, 20 km a nord del distretto di Cu Chi, provincia di Binh Duong                   |
| 9 - 11 gennaio                  | Operazione Flying Tiger VI                                     | Operazione Search and Destroy dell'ARVN e della divisione di fanteria meccanizzata "della capitale" sudcoreana | Provincia di Binh Dinh                                                                          |
| 11 - 14 gennaio                 | Operazione Quick Kick II                                       | Operazione Search and Destroy della 1ª brigata della 1ª divisione fanteria USA | Provincia di Binh Duong                                                                         |
| 11 - 17 gennaio                 | Operazione Mallard                                             | Operazione Search and Destroy del 1º battaglione del 3º reggimento Marines e del 3º battaglione del 7º reggimento Marines | An Hoa, provincia di Quang Nam                                                                  |
| 12 - 25 gennaio                 | Operazione Short Fuse                                          | Operazione Search and Destroy della 2ª brigata della 1ª divisione cavalleria USA | Provincia di Tay Ninh                                                                           |
| 12 - 31 gennaio                 | Operazione Buckskin                                            | Seguito dell'operazione Crimp svolto dalla 3ª brigata della 1ª divisione fanteria USA | Ovest del distretto di Cu Chi e nord del bosco di Ho Bo                                         |
| 13 - 17 gennaio                 | Operazione Matador II                                          | Operazione Search and Destroy della 2ª brigata della 1ª divisione cavalleria USA | Province di Binh Dinh, Kon Tum e Pleiku                                                         |
| 13 - 17 gennaio                 | Operazione Quick Hop/Operazione Tyler                          | Operazione Search and Destroy del 2º battaglione del 327º reggimento fanteria USA | Provincia di Binh Thuan                                                                         |
| 15 - 17 gennaio                 | Operazione Big Lodge                                           | Operazione Search and Destroy del 2º battaglione del 9º reggimento Marines | Provincia di Quang Nam                                                                          |
| 15 - 19 gennaio                 | Operazione Red Ball IV                                         | Operazione di rifornimento eseguita dalla 1ª brigata della 1ª divisione fanteria USA | Zona tattica del III corpo                                                                      |
| 17 - 18 gennaio                 | Operazione Pioneer I                                           | Operazione Search and Destroy del 16º reggimento fanteria USA | Provincia di Bien Hoa                                                                           |
| 18 - 20 gennaio                 | Operazione Retriever I                                         | Operazione Search and Destroy della 173ª brigata aviotrasportata USA | Province di Bien Hoa e Binh Duong                                                               |
| 19 gennaio - 21 febbraio        | Operazione Van Buren                                           | Operazione volta alla protezione delle piantagioni di riso che vide la partecipazione del 47º reggimento ARVN, della 2ª brigata marine sudcoreana e dalla 101ª divisione aviotrasportata USA | Provincia di Phu Yen                                                                            |
| 20 - 24 gennaio                 | Operazione Kamehameha I                                        | Messa in sicurezza della strada n° 19 da parte della 3ª brigata della 25ª divisione fanteria USA | Provincia di Pleiku                                                                             |
| 24 - 26 gennaio                 | Operazione Pioneer II                                          | Operazione Search and Destroy della 2ª brigata della 1ª divisione fanteria USA | Provincia di Bien Hoa                                                                           |
| 24 - 26 gennaio                 | Operazione Retriever II                                        | Operazione Search and Destroy della 173ª brigata aviotrasportata USA | Province di Binh Hoa e Binh Duong                                                               |
| 24 gennaio - 6 marzo            | Operazione Masher/White Wing/Thang Phong II                    | Prima grande missione Search and Destroy dall'inizio dell'anno effettuata dalla 1ª divisione cavalleria USA con l'aiuto della 22ª brigata aviotrasportata ARVN e del 1º reggimento della divisione di fanteria meccanizzata "della capitale" sudcoreana | Provincia di Binh Dinh                                                                          |
| 28 gennaio - 1º febbraio        | Operazione Red Ball V                                          | Operazione di rifornimento della 1ª brigata della 1ª divisione fanteria USA | Provincia di Binh Duong                                                                         |
| 28 gennaio - 15 febbraio        | Operazione Mallet                                              | Operazione Search and Destroy della 2ª brigata della 1ª divisione fanteria USA per liberare la strada n° 15 | Provincia di Long Khánh                                                                         |
| 28 gennaio - 17 febbraio        | Operazione Double Eagle I                                      | Operazione dei marines USA collegata all'operazione Masher. Partecipò il 3º battaglione del 1º reggimento, il 2º battaglione del 3º reggimento, il 2º battaglione del 4º reggimento e il 2º battaglione del 9º reggimento | Province di Quang Ngai e Quang Tri                                                              |
| 29 - 31 gennaio                 | Operazione Kamehameha II                                       | Messa in sicurezza della strada n° 19 da parte della 3ª brigata della 25ª divisione fanteria USA | Provincia di Pleiku                                                                             |
| 30 - 31 gennaio                 | Operazione Bobcat                                              | Operazione Search and Destry effettuata da reparti USA | Zona tattica del III corpo                                                                      |
| 30 gennaio - 3 febbraio         | Operazione Bobcat Tracker                                      | Operazione Search and Destroy della 2ª brigata della 25ª divisione fanteria USA | Ex provincia di Hau Nghia                                                                       |
| Febbraio                        | Operazione Reconstruction                                      | Operazione Search and Destroy della 1ª brigata della 101ª divisione aviotrasportata USA, della 2ª brigata marines sudcoreana e del 47º reggimento ARVN | Sud di Tuy Hoa, provincia di Phu Yen                                                            |
| 3 - 9 febbraio                  | Operazione Quick Kick IV                                       | Operazione Search and Destroy della 1ª brigata della 1ª divisione fanteria USA | Provincia di Binh Duong                                                                         |
| 3 - 15 febbraio                 | Operazione Taro Leaf                                           | Operazione Search and Destroy della 2ª brigata della 25ª divisione fanteria USA | Ex provincia di Hau Nghia                                                                       |
| 4 - 9 febbraio                  | Operazione Roundhouse                                          | Operazione Search and Destroy del 1º battaglione del Royal Australian Regiment e della 173ª brigata aviotrasportata USA | Province di Bien Hoa e Binh Duong                                                               |
| 5 - 8 febbraio                  | Operazione Taylor                                              | Operazione Search and Destroy e rastrellamenti lungo le strade effettuata dalla 3ª brigata della 25ª divisione fanteria USA | Province di Kon Tum e Pleiku                                                                    |
| 6 febbraio - 6 marzo            | Operazione Thua Thien 177                                      | Operazione ARVN | Provincia di Thua Thien-Hue                                                                     |
| 7 - 11 febbraio                 | Operazione Road Runner VI                                      | Messa in sicurezza della strada n° 13 eseguita dalla 3ª brigata della 1ª divisione fanteria USA | Nord del distretto di Ben Cat, provincia di Binh Duong                                          |
| 7 - 16 febbraio                 | Operazione Taut Bow                                            | Ricognizione del 3rd Reconnaissance Battalion USA | "Valle Felice", Provincia di Quang Nam                                                          |
| 8 - 9 febbraio                  | Operazione Bald Eagle                                          | Operazione Search and Destroy della 3ª brigata della 1ª divisione fanteria USA | Zona tattica del III corpo                                                                      |
| 9 - 21 febbraio                 | Operazione Kamehameha III                                      | Controllo e rastrellamento lungo la strada n° 19 da parte della 3ª brigata, 25ª divisione fanteria USA | Province di Binh Dinh e Pleiku                                                                  |
| 11 - 28 febbraio                | Operazione Eagle's Claw                                        | Provincia di Binh Dinh |                                                                                                 |
| 11 febbraio - 2 marzo           | Operazione Rolling Stone                                       | Operazione Search and Destroy parallela alla riparazione delle strade eseguita dalla 1ª brigata della 1ª divisione fanteria USA e dal 1º battaglione del Royal Australian Regiment con il supporto di artiglieria neozelandese | 30 km a nord-ovest della base aerea di Bien Hoa, provincia di Binh Duong                        |
| 12 - 16 febbraio                | Operazione Entree                                              | Operazione Search and Destroy della 173ª brigata aviotrasportata USA | Provincia di Bien Hoa                                                                           |
| 12 - 16 febbraio                | Operazione Evansville                                          | Operazione Search and Destroy della 1ª divisione fanteria USA | Provincia di Binh Duong                                                                         |
| 13 febbraio                     | Operazione An Dan 14/66                                        | Operazione ARVN | Provincia di Long An                                                                            |
| 14 - 16 febbraio                | Operazione Breezeway                                           | Messa in sicurezza della strada n° 13 affidata al 1º battaglione del 16º reggimento fanteria USA | Provincia di Binh Duong                                                                         |
| 14 - 16 febbraio                | Operazione Paddy Bridge                                        | Operazione Search and Destroy del 2º battaglione del 27º reggimento fanteria USA | Provincia di Hau Nghia                                                                          |
| 15 - 21 febbraio                | Operazione Thang Long 234                                      | Operazione ARVN | Provincia di Dak Lak                                                                            |
| 17 - 28 febbraio                | Operazione Double Eagle II                                     | Operazione Search and Destroy del 3º battaglione del 1º reggimento Marines e del 3º battaglione del 12º reggimento Marines USA diretta contro il 1º reggimento Viet Cong | Valle di Que Son                                                                                |
| 18 - 19 febbraio                | Operazione Belt Line                                           | Pacificazione della strada n° 13 eseguita dalla 3ª brigata della ª divisione fanteria USA | Provincia di Binh Duong                                                                         |
| 21 - 27 febbraio                | Operazione Mastiff                                             | Operazione Search and Destroy della 2ª e 3ª brigata della 1ª divisione fanteria USA | Piantagione di gomma Michelin e boschi di Boi Loi, province di Binh Duong, Binh Long e Tay Ninh |
| 22 - 24 febbraio                | Operazione Clean Sweep I                                       | Operazione Search and Destroy della 2ª brigata della 25ª divisione fanteria USA e del 49º reggimento ARVN | Distretto di Cu Chi, Ho Chi Minh                                                                |
| 22 febbraio - 2 marzo           | Operazione Lam Son 235                                         | Operazione Search and Destroy di due reggimenti della 1ª divisione ARVN | Provincia di Quang Tri                                                                          |
| 25 febbraio - 24 marzo          | Operazione Garfield                                            | Operazione della 3ª brigata della 25ª divisione fanteria USA | Provincia di Dak Lak                                                                            |
| 26 - 28 febbraio                | Operazione Kolchak I                                           | Operazione Search and Destroy della 2ª brigata della 25ª divisione fanteria USA | Provincia di Hau Nghia                                                                          |
| 26 febbraio - 1º marzo          | Operazione Phoenix                                             | Operazione Search and Destroy della 173ª brigata aviotrasportata | Provincia di Bien Hoa                                                                           |
| 26 febbraio - 24 marzo          | Operazione Harrison                                            | Operazione Search and Destroy della 1ª brigata della 173ª brigata aviotrasportata USA | Provincia di Bien Hoa                                                                           |
| 27 febbraio - 3 marzo           | Operazione New York                                            | Operazione parallela all'operazione Thua Thien 177 ARVN del 2º battaglione del 1º reggimento Marines USA e del Marine Medium Helicopter Squadron 163 (HMM-163) | Est dell'aeroporto internazionale di Phu Bai, provincia di Thua Thien-Hue                       |
| 1 - 2 marzo                     | Operazione Beer Barrel                                         | Liberazione da reparti nemici di alcune strade per merito della 3ª brigata della 1ª divisione fanteria USA | Provincia di Binh Duong                                                                         |
| 1 - 5 marzo                     | Operazione Black Horse                                         | Operazione Search and Destroy della 2ª brigata della 1ª divisione cavalleria USA | Provincia di Binh Dinh                                                                          |
| 1 - 5 marzo                     | Operazione Hattiesburg                                         | Operazione Search and Destroy della 2ª brigata della 1ª divisione fanteria USA | Provincia di Tay Ninh                                                                           |
| 3 - 6 marzo                     | Operazione Red Ball VI                                         | Messa in sicurezza delle strade per permettere il passaggio di convogli con rifornimenti. Esegu' l'operazione la 1ª brigata della 1ª divisione fanteria USA | Province di Bien Hoa e Binh Duong                                                               |
| 3 - 7 marzo                     | Operazione Cocoa Beach                                         | Operazione Search and Destroy della 3ª brigata della 1ª divisione fanteria USA | Provincia di Binh Duong                                                                         |
| 4 marzo                         | Operazione Waikiki                                             | Operazione Search and Destroy della 2ª brigata della 25ª divisione fanteria USA | Provincia di Hau Nghia                                                                          |
| 4 - 7 marzo                     | Operazione Utah/Operazione Lien Ket 26                         | Operazione Search and Destroy del 3º battaglione del 1º reggimento Marines, del 2º battaglione del 4º reggimento Marines, dei battaglioni 1 e 2 del 7º reggimento Marines e della 2ª divisione ARVN ai danni del 36º reggimento NVA (esercito nordvietnamita) e delle principali unità Viet Cong. Lo scontro rappresentò il primo contatto della guerra tra USMC e NVA                     | 11 km a nord-ovest di Quảng Ngãi, provincia omonima                                             |
| 6 - 8 marzo                     | Operazione Boston                                              | Operazione Search and Destroy della 3ª brigata della 1ª divisione fanteria USA | Provincia di Binh Duong                                                                         |
| 7 - 24 marzo                    | Operazione Silver City                                         | Operazione Search and Destroy del 1º battaglione del Royal Australian Regiment, della 1ª brigata della 1ª divisione fanteria USA, della 173ª brigata aviotrasportata USA e della 10ª divisione ARVN. Queste unità incapparono nel 271º reggimento Viet Cong | Lungo il fiume Song Be, al confine tra le province di Binh Duong e Long Khánh                   |
| 7 - 28 marzo                    | Operazione Jim Bowie                                           | Operazione Search and Destroy della 2ª e 3ª brigata della 1ª divisione cavalleria USA | Provincia di Binh Dinh                                                                          |
| 9 - 10 marzo                    | Operazione Los Angeles                                         | Scorta ai convogli e rastrellamenti lungo la strada n° 13 per opera della 3ª brigata della 1ª divisione fanteria USA | Provincia di Binh Duong                                                                         |
| 12 marzo                        | Operazione Toledo                                              | Operazione della 3ª brigata della 1ª divisione fanteria USA | Zona tattica del III corpo                                                                      |
| 13 - 15 marzo                   | Operazione Tampa                                               | Operazione della 3ª brigata della 1ª divisione fanteria USA | Zona tattica del III corpo                                                                      |
| 13 - 17 marzo                   | Operazione Salem                                               | Operazione Search and Destroy del 1º battaglione del 18º reggimento fanteria USA | Zona tattica del III corpo                                                                      |
| 14 - 19 marzo                   | Operazione Honolulu                                            | Operazione Search and Destroy del 2º battaglione della 25ª divisione fanteria USA | Cu Chi, provincia di Hau Nghia                                                                  |
| 14 - 21 marzo                   | Operazione Buchanan/Operazione Wyatt Earp/Operazione Kam IV    | Ricognizione e messa in sicurezza della strada n° 19 implicante l'impiego della 2ª brigata della 1ª divisione cavalleria USA e del 35º reggimento fanteria USA | Zona tattica del II corpo                                                                       |
| 17 - 18 marzo                   | Operazione Wheaton                                             | Operazione della 2ª brigata della 1ª divisione fanteria USA | Zona tattica del III corpo                                                                      |
| 18 - 19 marzo                   | Operazione Palestine                                           | Operazione della 3ª brigata della 1ª divisione fanteria USA | Zona tattica del III corpo                                                                      |
| 20 - 23 marzo                   | Operazione Oregon                                              | Operazione Search and Destroy del 2º e 1º battaglione Marines facenti parte rispettivamente del 1º e 4º reggimento | Provincia di Quang Tri                                                                          |
| 20 - 24 marzo                   | Operazione Cuu Long 15                                         | Operazione ARVN | Provincia di Kien Tuong                                                                         |
| 20 - 25 marzo                   | Operazione Texas/Operazione Lien Ket 28                        | Operazione aviotrasportata dei battaglioni Marines 3, 3 e 2 del 1º, 7º e 4º reggimento, del 5º battaglione aviotrasportato ARVN e di marines sudvietnamiti con lo scopo di intercettare il 60º e 90º battaglione del 1º reggimento Viet Cong e l'11º battaglione del 21º reggimento NVA | Attorno An Hoa                                                                                  |
| 20 - 28 marzo                   | Operazione Kings                                               | Operazione Search and Destroy del 3º battaglione del 3º reggimento Marines, del 2º battaglione del 9º reggimento Marines e dal 3º battaglione carri | 25 km a sud-ovest di Đà Nẵng, provincia di Quang Nam                                            |
| 21 marzo                        | Operazione Le Loi 15                                           | Operazione delle forze speciali ARVN | Provincia di Dak Lak                                                                            |
| 21 marzo - 5 maggio             | Operazione Benning                                             | Operazione USA | Zona tattica del II corpo                                                                       |
| 23 - 25 marzo                   | Operazione Brownsville                                         | Operazione Search and Destroy della 3ª brigata della 1ª divisione fanteria USA | Zona tattica del III corpo                                                                      |
| 23 - 26 marzo                   | Operazione Brunswick                                           | Messa in sicurezza da parte di unità USA della strada n° 13 | Zona tattica del III corpo                                                                      |
| 23 - 27 marzo                   | Operazione Mang Ho V                                           | Operazione Search and Destroy della divisione di fanteria meccanizzata "della capitale" sudcoreana | Provincia di Binh Dinh                                                                          |
| 23 - 27 marzo                   | Operazione Monroe                                              | Operazione Search and Destroy della 2ª brigata della 1ª divisione fanteria USA | Zona tattica del III corpo                                                                      |
| 24 - 25 marzo                   | Operazione Waycross                                            | Operazione Search and Destroy della 1ª brigata della 1ª divisione fanteria USA e della 5ª divisione ARVN | Nord-ovest di Phu Loi, provincia di Binh Duong                                                  |
| 24 - 26 marzo                   | Operazione Dan Chi 211/B                                       | Operazione ARVN | Provincia di Soc Trang                                                                          |
| 24 - 29 marzo                   | Operazione Olympa                                              | Operazione Search and Destroy della 3ª brigata della 1ª divisione fanteria USA | Provincia di Binh Duong                                                                         |
| 24 marzo - 21 luglio            | Operazione Fillmore                                            | Operazione della 1ª brigata della 101ª divisione aviotrasportata USA, della 2ª divisione marine sudcoreana e dal 47º reggimento ARVN | Vicino a Tuy Hoa, provincia di Phu Yen                                                          |
| 25 marzo - 8 aprile             | Operazione Lincoln                                             | Operazione Search and Destroy e ricognizione in forze per individuare i reparti NVA che parteciparono alla battaglia di Ia Drang. Partecipò la 1ª e 3ª brigata della 1ª divisione cavalleria e la 3ª brigata della 25ª divisione fanteria USA | Vicino al massiccio di Chu Pong e Plei Me, province di Pleiku e Dak Lak                         |
| 26 marzo - 6 aprile             | Operazione Jackstay                                            | Rastrellamento lungo il canale Long Tau effettuato dal 1º battaglione del 5º reggimento Marine e dal 2º battaglione dei marines sudvietnamiti | Zona speciale di Rung Sat                                                                       |
| 26 marzo - 23 settembre         | Operazione Su Bok                                              | Operazione della divisione di fanteria meccanizzata "della capitale" sudcoreana | Provincia di Binh Dinh                                                                          |
| 27 marzo - 1º aprile            | Operazione Red Ball VII                                        | Operazione Search and Destroy del 1º battaglione del 28º reggimento fanteria USA | Zona tattica del III corpo                                                                      |
| 27 marzo - 5 maggio             | Operazione Buchanan II                                         | Messa in sicurezza della strada n° 19 da Qui Nhon a Pleiku per merito del 2º battaglione della 2ª brigata della 1ª divisione cavalleria e del 35º reggimento fanteria USA | Provincia di Pleiku                                                                             |
| 28 - 30 marzo                   | Operazione Indiana/Operazione Lien Ket 30                      | Rinforzo all'operazione ARVN Quyet Tang 72 portato dal 1º battaglione del 7º reggimento Marine e dal 5º reggimento della 2ª divisione ARVN | Provincia di Quang Ngai                                                                         |
| 29 - 30 marzo                   | Operazione Alabama                                             | Operazione Search and Destroy USMC | Zona tattica del III corpo                                                                      |
| 29 marzo - 5 aprile             | Operazione Circle Pines                                        | Operazione del 1º battaglione del 5º reggimento fanteria USA e del 7º reggimento ARVN | Bosco di Ho Bo, provincia di Hau Nghia                                                          |
| 30 marzo - 15 aprile            | Operazione Abilene                                             | Operazione del 1º battaglione del Royal Australian Regiment e della 1ª divisione fanteria USA | Provincia di Phuoc Tuy                                                                          |
| Aprile                          | Operazione Cuu Long 7                                          | Operazione Search and Destroy della 7ª divisione ARVN | Provincia di Kien Tuong                                                                         |
| Aprile                          | Operazione Lam Son 255                                         | Operazione della 1ª divisione ARVN | Ex provincia di Quang Tin                                                                       |
| Aprile                          | Operazione Nevada/Operazione Lien Ket 34                       | Operazione Search and Destroy di marines e della 2ª divisione ARVN e del 1º e 2º battaglione USMC dei reggimenti 2 e 7 | Penisola di Batangan, provincia di Quang Ngai                                                   |
| 1 - 7 aprile                    | Operazione York                                                | Operazione Search and Destroy del 1º battaglione del 28º reggimento fanteria USA | Zona tattica del III corpo                                                                      |
| 1 - 11 aprile                   | Operazione Orange                                              | Operazione del 1º battaglione del 3º reggimento USMC | Vicino Thuong Guc, 40 km a sud-ovest di Da Nang, provincia di Quang Nam                         |
| 2 - 13 aprile                   | Operazione Bun Kae 66-5                                        | Operazione della divisione di fanteria meccanizzata "della capitale" sudcoreana | Provincia di Binh Dinh                                                                          |
| 6 - 8 aprile                    | Operazione Kahuku                                              | Operazione Search and Destroy del 49º reggimento ARVN e del 1º battaglione del 5º reggimento fanteria USA | Ovest di Cu Chi                                                                                 |
| 8 - 10 aprile                   | Operazione Iowa                                                | Operazione Search and Destroy del 3º battaglione del 1º reggimento Marine e del 2º battaglione del 4º reggimento Marine USA | Ex provincia di Quang Tin                                                                       |
| 9 - 25 aprile                   | Operazione Denver                                              | Operazione Search and Destroy della 173ª brigata aviotrasportata e del 1º battaglione del Royal Australian Regiment | Vicino Song Be, provincia di Phuoc Long                                                         |
| 11 - 14 aprile                  | Operazione Makaha                                              | Operazione Search and Destroy della 2ª brigata della 25ª divisione fanteria USA | Nord-ovest di Cu Chi, provincia di Hau Nghia                                                    |
| 11 - 17 aprile                  | Operazione Mosby I (parte dell'operazione Lincoln)             | Ricognizione in forze lungo il confine cambogiano effettuata dalla 1ª e 3ª brigata della 1ª divisione cavalleria USA e dal 5º battaglione del 14º reggimento cavalleria USA | Ovest delle province di Pleiku e Kon Tum                                                        |
| 12 aprile - 18 maggio           | Operazione Austin                                              | Operazione della 1ª brigata della 101ª divisione aviotrasportata | Province di Binh Thuan, Binh Tuy, Lam Dong, Quang Doc e Phuoc Long                              |
| 12 - 26 aprile                  | Operazione Austin I                                            | Operazione Search and Destroy della 1ª brigata della 101ª divisione aviotrasportata | Valle del fiume Dak Som                                                                         |
| 12 - 26 aprile                  | Operazione Austin II                                           | Operazione Search and Destroy della 1ª brigata della 101ª divisione aviotrasportata | Nord-ovest di Phan Thiết                                                                        |
| 13 - 14 aprile                  | Operazione Kaena                                               | Supporto all'operazione Makaha portato dalla 2ª brigata della 25ª divisione fanteria USA | Provincia di Hau Nghia                                                                          |
| 13 - 14 aprile                  | Operazione Kalamazoo                                           | Operazione del 1º battaglione del 5º reggimento fanteria USA | Bosco di Ho Bo, nord-ovest di Cu Chi                                                            |
| 13 aprile - 1º maggio           | Operazione Longfellow                                          | Operazione Search and Destroy della 3ª brigata della 25ª divisione fanteria USA lungo l'area orientale della strada n° 14, da Dak To a Dak Pek, per permettere al genio di migliorare la strada | Provincia di Kon Tum                                                                            |
| 14 - 16 aprile                  | Operazione Quyet Thang 184                                     | Operazione della 2ª divisione ARVN | Provincia di Quang Ngai                                                                         |
| 15 - 17 aprile                  | Operazione Bolivar                                             | Rastrellamenti lungo le strade da Lai Khe a Phu Cuong affidati alla 3ª brigata della 1ª divisione fanteria USA |                                                                                                 |
| 15 - 20 aprile                  | Operazione Miami                                               | Operazione Search and Destroy della 1ª brigata della 1ª divisione fanteria USA | Zona tattica del III corpo                                                                      |
| 16 - 21 aprile                  | Operazione Kahala                                              | Operazione Search and Destroy della 2ª brigata della 25ª divisione fanteria USA | Provincia di Hau Nghia                                                                          |
| 17 - 20 aprile                  | Operazione Yell                                                | Operazione Search and Destroy del 1º e 2º battaglione del 1º reggimento Marines | Provincia di Quang Nam                                                                          |
| 17 aprile - 1º maggio           | Operazione Virginia                                            | Ricognizio e Search and Destroy del 1º battaglione del 1º reggimento Marines | Vicino Khe Sanh, provincia di Quang Tri                                                         |
| 17 aprile - 4 maggio            | Operazione Lexington                                           | Pattugliamento della 2ª brigata della 1ª divisione fanteria USA immediatamente successiva all'operazione Jackstay | Nord della zona speciale di Rung Sat                                                            |
| 17 aprile - 9 giugno            | Operazione Lexington III                                       | Operazione Search and Destroy del 1º battaglione del 18º reggimento fanteria USA | Zona speciale di Rung Sat                                                                       |
| 18 - 20 aprile                  | Operazione Otsego                                              | Operazione Search and Destroy della 1ª divisione fanteria USA | Provincia di Binh Duong                                                                         |
| 20 - 21 aprile                  | Operazione Bristol                                             | Operazione USA | Zona tattica del III corpo                                                                      |
| 20 - 22 aprile                  | Operazione Omaha                                               | Operazione Search and Destroy lungo la strada n° 13 svolta dalla 2ª brigata della 1ª divisione fanteria USA | Tra il distretto di Chon Thanh e Lai Khe                                                        |
| 20 aprile - 10 maggio           | Operazione Georgia                                             | Operazione Search and Destroy attorno al complesso industriale di An Hoa e Nhong Son portata a termine dal 1º, 2º e 3º battaglione del 4º reggimento Marines e dal 3º battaglione del 9º reggimento Marines | Provincia di Quang Nam                                                                          |
| 21 - 25 aprile                  | Operazione Dan Chi 219C                                        | Operazione della 21ª divisione ARVN | Provincia di Hau Giang                                                                          |
| 21 aprile - 3 maggio            | Operazione Mosby II                                            | Ricognizione e contrasto ai movimenti Viet Cong lungo la strada n° 14 eseguiti dalla 2ª brigata della 1ª divisione cavalleria USA | Province di Kon Tum e Pleiku                                                                    |
| 22 - 23 aprile                  | Operazione Bowie                                               | Pattugliamento e Search and Destroy lungo la strada n° 13 eseguito dalla 3ª brigata della 1ª divisione fanteria USA | Vicino ai Khe                                                                                   |
| 22 - 23 aprile                  | Operazione Chatanooga                                          | Operazione Search and Destroy del 1º battaglione del 26º reggimento fanteria USA | Zona tattica del III corpo                                                                      |
| 22 - 24 aprile                  | Operazione Hot Springs/Operazione Lien Ket 36                  | Operazione del 3º, 2º e 3º battaglione Marines (facenti parte rispettivamente del 1º, 7º e ancora 7º reggimento), del 5º reggimento ARVN, del 1º battaglione marines sudvietnamiti e del 5º battaglione aviotrasportato ARVN | Provincia di Quang Ngai                                                                         |
| 24 aprile - 17 maggio           | Operazione Birmingham                                          | Operazione Search and Destroy della 1ª divisione fanteria USA e della 5ª divisione ARVN condotta sul fianco occidentale della zona di guerra "C" per sgomberare dalla strada n° 13, da Saigon a nord, la 9ª divisione Viet Cong | Provincia di Tay Ninh                                                                           |
| 26 - 28 aprile                  | Operazione Bee Bee                                             | Operazione della 3ª brigata della 1ª divisione cavalleria USA | Vicino Bong Son, provincia di Binh Dinh                                                         |
| 26 - 30 aprile                  | Operazione Wyoming                                             | Operazione Search and Destroy del 3º battaglione del 1º reggimento Marines e del 2º battaglione del 5º reggimento Marines | 15 km a nord-ovest di Chu Lai, ex provincia di Quang Tin                                        |
| 27 aprile - 2 maggio            | Operazione Osage                                               | Messa in sicurezza delle piantagioni di riso grazie al 1º battaglione del 5º reggimento Marines | Provincia di Thua Thien-Hue                                                                     |
| 27 aprile - 12 maggio           | Operazione Maili                                               | Operazione Search and Destroy della 2ª brigata della 25ª divisione fanteria USA | Provincia di Hau Nghia                                                                          |
| 27 aprile - 12 maggio           | Operazione Maimi                                               | Rastrellamento delle strade effettuato dalla 1ª brigata della 25ª divisione fanteria USA | Distretto di Tan Uyen                                                                           |
| Maggio                          | Operazione Khung Long                                          | Operazione ARVN | Provincia di Binh Dinh                                                                          |
| Maggio                          | Operazione Xay Dung 31                                         | Operazione ARVN | Provincia di Binh Long                                                                          |
| 1 - 18 maggio                   | Operazione Austin IV                                           | Operazione della 1ª brigata della 101ª divisione trasportata e della 173ª brigata aviotrasportata USA supportate dal 45º reggimento ARVN | Province di Quang Duc e Phuoc Long                                                              |
| 2 - 12 maggio                   | Operazione Lihue                                               | Messa in sicurezza della strada n° 22 da parte della 2ª brigata della 25ª divisione fanteria USA | Tra Cu Chi e Tay Ninh                                                                           |
| 3 - 15 maggio                   | Operazione Lewis and Clark                                     | Ricognizione della 2ª brigata della 1ª divisione cavalleria USA | Da Pleiku ad An Khe                                                                             |
| 4 - 6 maggio                    | Operazione Dexter                                              | Operazione Search and Destroy della 173ª brigata aviotrasportata USA | Phuoc Thanh                                                                                     |
| 4 - 7 maggio                    | Operazione Cherokee                                            | Operazione Search and Destroy del 1º battaglione del 1º reggimento Marines e del 2º e 3º battaglione del 4º reggimento Marines | Provincia di Thua Thien-Hue                                                                     |
| 4 - 16 maggio                   | Operazione Davy Crockett                                       | Operazione Search and Destroy di rifinitura all'operazione Masher a cui parteciparono, duramente contrastate, la 3ª brigata della 1ª divisione cavalleria USA e la 22ª divisione ARVN | Vicino Bong Son, provincia di Binh Dinh                                                         |
| 7 - 9 maggio                    | Operazione Hollingsworth                                       | Assalto aereo di quattro battaglioni della 1ª divisione fanteria USA a un sospetto quartier generale Viet Cong | Provincia di Tay Ninh                                                                           |
| 9 - 14 maggio                   | Operazione Montgomery/Operazione Lien Ket 40                   | Operazione del 1º battaglione del 5º reggimento Marines, del 1º e 2º battaglione del 7º reggimento Marines e del 2º e 5º battaglione marines sudvietnamiti | Provincia di Quang Ngai                                                                         |
| 10 - 12 maggio                  | Operazione Wayne                                               | Operazione Search and Destroy del 4º reggimento Marine 10 km a sud-ovest dell'aeroporto internazionale di Phu Bai | Provincia di Thua Thien                                                                         |
| 10 maggio - 31 luglio           | Operazione Paul Revere/Operazione Than Phong 14                | Ricognizione lungo il confine, volta alla prevenzione degli attacchi Viet Cong durante la stagione dei monsoni, eseguita dalla 3ª brigata della 25ª divisione fanteria USA, dal 1º battaglione della 2ª brigata della 1ª divisione cavalleria USA, dalle truppe "B" del 1º squadrone del 9º reggimento cavalleria USA e da due battaglioni sudcoreani e ARVN                               | Province di Pleiku e Dak Lak                                                                    |
| 10 maggio - 31 luglio           | Operazione Paul Revere III                                     | Operazione USA della 2ª brigata della 4ª divisione fanteria, della 2ª e 3ª brigata della 25ª divisione fanteria e della 3ª brigata della 1ª divisione cavalleria | 26 km ad ovest di Pleiku                                                                        |
| 12 - 13 maggio                  | Operazione Asheville                                           | Operazione Search and Destroy del 4º battaglione della 9ª divisione fanteria USA | Zona tattica del III corpo                                                                      |
| 14 - 16 maggio                  | Operazione Dan Chi 227                                         | Operazione ARVN | Provincia di An Xuyen                                                                           |
| 15 - 17 maggio                  | Operazione Yuma                                                | Operazione Search and Destroy del 3º battaglione del 7º reggimento Marines | Provincia di Quang Ngai                                                                         |
| 16 maggio                       | Operazione Wahiawa                                             | Operazione Search and Destroy della 1ª e 2ª brigata della 25ª divisione fanteria USA nei boschi di Bo Loi e Ho Bo e nella piantagione "Filhol" | Provincia di Hau Nghia                                                                          |
| 16 maggio - 5 giugno            | Operazione Crazy Horse/Operazione Bun Kae 66-7                 | Operazione della 1ª divisione cavalleria USA assieme ad elementi ARVN e della divisione di fanteria meccanizzata "della capitale" sudcoreana | Tra il distretto di Vinh Thanh e la valle di Soui Ca, provincia di Binh Dinh                    |
| 17 maggio                       | Operazione Dan Chi 228B                                        | Operazione ARVN | Provincia di Bac Lieu                                                                           |
| 17 - 21 maggio                  | Operazione Providence                                          | Operazione Search and Destroy della 1ª brigata della 1ª divisione fanteria USA | Tra il distretto di Tan Uyen e Phuoc Vinh                                                       |
| 19 - 26 maggio                  | Operazione El Paso I                                           | Operazione Search and Destroy della 3ª brigata della 1ª divisione fanteria USA per portare rinforzi al campo delle forze speciali di Loc Ninh | Provincia di Binh Long                                                                          |
| 20 - 22 maggio                  | Operazione Morgan                                              | Operazione Search and Destroy del 3º battaglione del 7º reggimento Marines e del 2º battaglione del 4º reggimento ARVN | Provincia di Quang Ngai                                                                         |
| 21 - 23 maggio                  | Operazione Long Phi 971                                        | Operazione ARVN | Provincia di Kien Giang                                                                         |
| 23 maggio - 25 giugno           | Operazione Athens                                              | Operazione Search and Destroy del 3º battaglione del 4º reggimento Marines | 25 km a sud di Huế, provincia di Thua Thien-Hue                                                 |
| 24 maggio                       | Operazione Cheyenne I                                          | Operazione Search and Destroy lungo la costa eseguita dal 1º battaglione del 5º reggimento Marines | 20 km a nord di Chu Lai                                                                         |
| 24 maggio - 4 giugno            | Operazione Hardihood                                           | Ricognizione e rastrellamenti attorno a Nui Dat per opera della 173ª brigata aviotrasportata USA e del 1º battaglione del Royal Australian Regiment, nell'ottica di costruzione della base della 1st Australian Task Force | Area di Vũng Tàu, provincia di Phuoc Tuy                                                        |
| 25 - 28 maggio                  | Operazione Mobile                                              | Operazione Search and Destroy del 5º battaglione marine sudvietnamita e del 5º reggimento ARVN | Provincia di Quang Ngai                                                                         |
| 27 - 28 maggio                  | Operazione Chicago                                             | Operazione USA | Zona tattica del III corpo                                                                      |
| 30 maggio                       | Operazione Quyet Thang 296                                     | Operazione ARVN | Ex provincia di Quang Tin                                                                       |
| 30 maggio - 6 giugno            | Operazione Reno I                                              | Operazione Search and Destroy della 2ª brigata della 1ª divisione fanteria USA | Zona tattica del III corpo                                                                      |
| 30 maggio - 8 giugno            | Operazione Reno                                                | Ricognizione in forze del 2º battaglione del 4º reggimento Marines | Vicino Dong Ha, provincia di Quang Tri                                                          |
| 30 maggio - 9 giugno            | Operazione Adelaide I                                          | Operazione Search and Destroy della 1ª brigata della 1ª divisione fanteria USA per liberare e riparare la strada n° 16 | Zona tattica del III corpo                                                                      |
| 31 maggio                       | Operazione Cheyenne II                                         | Operazione Search and Destroy del 1º battaglione del 5º reggimento Marines | Zona tattica del I corpo                                                                        |
| 31 maggio - 8 giugno            | Operazione Adelaide II                                         | Operazione Search and Destroy USA | Provincia di Binh Duong                                                                         |
| Giugno - agosto                 | Operazione Enogerra                                            | Operazione del 6º battaglione del Royal Australian Regiment | Provincia di Phuoc Tuy                                                                          |
| 1 - 6 giugno                    | Operazione Muskegon                                            | Operazione Search and Destroy della 3ª brigata della 1ª divisione fanteria USA | Provincia di Binh Duong                                                                         |
| 1 - 9 giugno                    | Operazione Beaver II                                           | Operazione Search and Destroy USMC | Zona tattica del I corpo                                                                        |
| 2 - 5 giugno                    | Operazione Lam Son 11                                          | Operazione della 4ª brigata della 1ª divisione cavalleria USA e della 7ª compagnia del 7º reggimento ARVN | Provincia di Binh Duong                                                                         |
| 2 - 21 giugno                   | Operazione Hawthorne/Operazione Dan Tang 61                    | Operazione del 1º e 2º battaglione del 327º reggimento fanteria aviotrasportato USA, del 2º battaglione del 502º reggimento fanteria aviotrasportato USA, del 1º battaglione del 5º reggimento cavalleria USA, del 42º reggimento ARVN e del 21º battaglione ranger ARVN | Provincia di Kon Tum                                                                            |
| 2 giugno - 13 luglio            | Operazione El Paso II                                          | Operazione diretta lungo la strada n° 13 ai danni della 9ª divisione Viet Cong per opera del 2º battaglione del 18º e 28º reggimento fanteria USA, del 1º squadrone del 4º reggimento cavalleria USA e della 5ª divisione ARVN | Vicino Minh Thanh, provincia di Binh Long                                                       |
| 3 giugno - 3 luglio             | Operazione Fort Smith                                          | Operazione Search and Destroy condotta dalla 1ª brigata della 25ª divisione fanteria USA lungo la strada n° 1 | Ex provincia di Hau Nghia                                                                       |
| 3 - 9 giugno                    | Operazione Makiki                                              | Operazione Search and Destroy della 2ª brigata della 25ª divisione fanteria USA con l'appoggio del 49º reggimento ARVN | Ex provincia di Hau Nghia                                                                       |
| 6 giugno                        | Operazione Muskegon (USMC)                                     | Operazione Search and Destroy del 2º battaglione del 2º reggimento Marines | Zona tattica del I corpo                                                                        |
| 6 - 9 giugno                    | Operazione Joliet                                              | Operazione Search and Destroy del 4º battaglione del 9º reggimento fanteria USA | 6 km a est di Cu Chi, zona tattica del III corpo                                                |
| 6 - 12 giugno                   | Operazione Apache                                              | Operazione Search and Destroy del 2º battaglione del 5º reggimento Marines | Provincia di Quang Tri                                                                          |
| 6 - 20 giugno                   | Operazione Benning II                                          | Operazione USA | Zona tattica del II corpo                                                                       |
| 7 - 9 giugno                    | Operazione Adelaide III                                        | Operazione Search and Destroy e rastrellamento di strade dal distretto di Di An a Phuoc Vinh | Provincia di Binh Duong                                                                         |
| 7 - 12 giugno                   | Operazione Thang Phong III                                     | Operazione dell'ARVN e di civili armati sudvietnamiti | Provincia di Pleiku                                                                             |
| 8 - 18 giugno                   | Operazione Hollandia                                           | Operazione Search and Destroy della 173ª brigata aviotrasportata | Penisola di Long Hai, provincia di Phuoc Tuy                                                    |
| 9 - 12 giugno                   | Operazione Florida                                             | Operazione Search and Destroy USMC | Provincia di Thua Thien                                                                         |
| 9 - 21 giugno                   | Operazione Hooker I                                            | Ricognizione e rastrellamenti lungo il confine cambogiano eseguiti dalla 2ª brigata della 1ª divisione cavalleria USA | Ovest delle province di Kon Tum e Pleiku                                                        |
| 12 - 14 giugno                  | Operazione Fargo I                                             | Operazione Search and Destroy della 1ª brigata della 25ª divisione fanteria USA | Ex provincia di Hau Nghia                                                                       |
| 13 giugno                       | Operazione Mexicali                                            | Operazione Search and Destroy del 1º battaglione del 5º reggimento fanteria USA | Ex provincia di Hau Nghia                                                                       |
| 13 giugno - 4 luglio            | Operazione Santa Fe                                            | Operazione Search and Destroy del 27º reggimento fanteria USA | Ex provincia di Hau Nghia                                                                       |
| 16 giugno                       | Operazione Longstreet                                          | Operazione della 2ª brigata marine sudcoreana | Province di Binh Dinh e Phu Yen                                                                 |
| 17 - 21 giugno                  | Operazione Helemano                                            | Operazione Search and Destroy del 4º battaglione del 9º reggimento fanteria USA | Ex provincia di Hau Nghia                                                                       |
| 18 - 30 giugno                  | Operazione Deckhouse I                                         | Operazione del 3º battaglione del 5º reggimento Marines in appoggio all'operazione Nathan Hale della 1ª divisione cavalleria USA | Provincia di Phu Yen                                                                            |
| 19 giugno - 1º luglio           | Operazione Nathan Hale                                         | Operazione della 1ª divisione cavalleria e del 1º battaglione della 101ª divisione aviotrasportata USA | Vicino Dong Tre e Tuy Hoa, provincia di Phu Yen                                                 |
| 21 - 24 giugno                  | Operazione Lam Son 283                                         | Operazione ARVN | Provincia di Quang Tri                                                                          |
| 23 giugno - 9 luglio            | Operazione Yorktown                                            | Operazione Search and Destroy della 173ª brigata aviotrasportata | Distretto di Xuan Loc                                                                           |
| 24 giugno - 15 luglio           | Operazione Beauregard                                          | Messa in sicurezza del confine cambogiano e laotita per merito della 1ª brigata della 101ª divisione aviotrasportata | Province di Kon Tum e Pleiku                                                                    |
| 25 giugno - 1º luglio           | Operazione Coco Palms                                          | Operazione Search and Destroy del 1º battaglione del 5º reggimento fanteria USA | Nord-ovest di Cu Chi, provincia di Binh Duong                                                   |
| 25 giugno - 2 luglio            | Operazione Jay/Operazione Lam Son 284                          | Operazione del 2º battaglione del 1º e 4º reggimento Marines, coadiuvati da elementi ARVN, per ingaggiare l'806º e l'812º battaglione NVA facenti parte del 6º reggimento, da poco stabilitosi nel distretto di Quang Dien tra la strada n° 1 e il Mar Cinese meridionale, circa 20 km a nord di Huế                                                                                       | Provincia di Thua Thien                                                                         |
| 27 giugno - 1º dicembre 1968    | Operazione Boone                                               | Operazione MACV per sorvegliare il confine cambogiano tramite l'ausilio delle forze speciali | Cambogia                                                                                        |
| 29 giugno - 1º luglio           | Operazione Oakland/Operazione Lien Ket 46                      | Operazione Search and Destroy del 2º battaglione del 7º reggimento Marines e del 5º reggimento ARVN, del 3º battaglione dell'11º reggimento Marines e del 37º battaglione ranger ARVN | Provincia di Quang Ngai                                                                         |
| 30 giugno - 31 luglio           | Operazione Benning III                                         | Operazione della 2ª brigata della 1ª divisione cavalleria USA | Provincia di Binh Dinh                                                                          |
| 1 - 6 luglio                    | Operazione Holt/Operazione Lam Son 286                         | Operazione Search and Destroy del 3º battaglione del 4º reggimento Marines e di reparti ARVN | Provincia di Thua Thien                                                                         |
| 2 - 30 luglio                   | Operazione Henry Clay                                          | Operazione Search and Destroy, conseguente all'operazione Nathan Hale, condotta della 1ª divisione cavalleria USA e del 2º battaglione del 327º reggimento aviotrasportato USA lungo il confine cambogiano | Province di Binh Dinh, Phu Bon, Phu Yen, Pleiku e Dak Lak                                       |
| 2 - 31 luglio                   | Operazione Kahana                                              | Operazione Search and Destroy della 25ª divisione fanteria USA | Province di Binh Tuy e Xuan Loc                                                                 |
| 4 luglio                        | Operazione James Bond                                          | Operazione di controspionaggio della 2ª brigata della 1ª divisione cavalleria USA | Provincia di Binh Dinh                                                                          |
| 4 - 14 luglio                   | Operazione Sydney I                                            | Operazione Search and Destroy del 5º battaglione del Royal Australian Regiment | Provincia di Phuoc Tuy                                                                          |
| 4 luglio - 27 ottobre           | Operazione Macon                                               | Operazione Search and Destroy del 1º, 2º e 3º battaglione del 3º e 9º reggimento Marines per rendere sicura la zona industriale di An Hoa | Provincia di Quang Nam                                                                          |
| 5 luglio                        | Operazione Cuu Long 32/66                                      | Operazione ARVN | Provincia di Kien Hoa                                                                           |
| 5 - 11 luglio                   | Operazione Binh Phu                                            | Operazione ARVN | Provincia di Binh Dinh                                                                          |
| 6 - 14 luglio                   | Operazione Washington                                          | Ricognizione del 1º battaglione ricognizione USMC nella zona di Do Xa | Provincia di Quang Ngai                                                                         |
| 6 - 26 luglio                   | Operazione Springfield                                         | Operazione Search and Destroy del 1º battaglione del 2º reggimento fanteria USA | Zona tattica del III corpo                                                                      |
| 7 luglio - 3 agosto             | Operazione Hastings/Operazione Deckhouse II                    | Operazione diretta contro la divisione 324B NVA dal 1º battaglione del 1º e 3º reggimento Marines, dal 2º e 3º battaglione del 4º reggimento Marines, dal 3º battaglione del 5º, 9º e 12º reggimento Marines e dal 2º battaglione del 1º reggimento Marines | Distretto di Cam Lo, vicino alla zona demilitarizzata vietnamita                                |
| 8 - 12 luglio                   | Operazione Thang Long 243                                      | Operazione ARVN | Provincia di Dak Lak                                                                            |
| 8 - 13 luglio                   | Operazione Ewa                                                 | Operazione Search and Destroy del 1º battaglione del 27º reggimento fanteria USA | Ex provincia di Hau Nghia                                                                       |
| 9 - 17 luglio                   | Operazione Aurora I                                            | Operazione Search and Destroy della 173ª brigata aviotrasportata | Provincia di Long Khanh                                                                         |
| 9 luglio - agosto               | Operazione Bun Kae 66-9                                        | Operazione della divisione di fanteria meccanizzata "della capitale" sudcoreana | Provincia di Pleiku                                                                             |
| 12 luglio - 3 settembre         | Operazione El Paso III                                         | Operazione Search and Destroy della 1ª brigata della 1ª divisione fanteria USA | Province di Binh Long e Phuoc Long                                                              |
| 13 - 15 luglio                  | Operazione Fresno                                              | Operazione Search and Destroy del 2º battaglione del 27º reggimento fanteria USA | Ex provincia di Ha Nghia                                                                        |
| 13 - 22 luglio                  | Operazione Kansas                                              | Operazione del III Marine Expeditionary Force consistente l'inserimento di 13 team di ricognitori per osservare e chiamare il fuoco dell'artiglieria o dell'aviazione su posizioni Viet Cong o NVA | Province di Quang Nam, ex provincia di Quang Tin e valle di Que Son                             |
| 14 - 22 luglio                  | Operazione Mokuliea                                            | Operazione Search and Destroy della 2ª brigata della 25ª divisione fanteria | Provincia di Binh Duong ed ex provincia di Hai Nghia                                            |
| 15 - 23 luglio                  | Operazione Sydney II                                           | Operazione Search and Destroy del 5º battaglione del Royal Australian Regiment | Ex provincia di Phuoc Tuy                                                                       |
| 16 luglio                       | Operazione Deckhouse II                                        | Supporto all'operazione Hastings portato dal 3º battaglione del 5º reggimento Marines e dal Marine Heavy Helicopter Squadron 363 (HMH 363) | Nord-est di Dong Ha, provincia di Quang Tri                                                     |
| 16 - 18 luglio                  | Operazione Brisbane                                            | Operazione del 6º battaglione del Royal Australian Regiment | Provincia di Phuoc Tuy                                                                          |
| 17 luglio                       | Operazione Lam Son 290                                         | Operazione ARVN | Provincia di Quang Tri                                                                          |
| 17 - 22 luglio                  | Operazione Cedar Rapids I                                      | Operazione Search and Destroy del 1º battaglione del 2º e 26º reggimento fanteria USA | Provincia di Binh Duong                                                                         |
| 17 - 23 luglio                  | Operazione Dodge                                               | Operazione Search and Destroy del 2º battaglione del 4º reggimento Marines | Provincia di Quang Tri                                                                          |
| 17 luglio - 1º agosto           | Operazione Hayes                                               | Ricognizione e controllo di vie di infiltrazione nemiche, sia conosciute sia sospette, lungo il confine cambogiano ad ovest di Dak To e Dak Pek. Partecipò la 3ª brigata della 1ª divisione cavalleria USA | Provincia di Kon Tum                                                                            |
| 17 luglio - 3 agosto            | Operazione Aurora II                                           | Operazione Search and Destroy della 173ª brigata aviotrasportata | Provincia di Phuong Lam                                                                         |
| 17 luglio - 30 agosto           | Operazione John Paul Jones                                     | Operazione della 2ª brigata della 4ª divisione fanteria USA, della 1ª brigata della 101ª divisione aviotrasportata USA e della 2ª brigata marine sudcoreana | 40 km ad ovest di Tuy Hoa, provincia di Phu Yen                                                 |
| 20 luglio                       | Operazione Tally Ho                                            | Interdizione aerea e navale delle linee di comunicazione | Sud del Vietnam del Nord                                                                        |
| 22 - 24 luglio                  | Operazione Cedar Rapids II                                     | Operazione Search and Destroy del 1º e 2º battaglione del 2º reggimento fanteria USA | Provincia di Binh Duong                                                                         |
| 23 luglio - 6 agosto            | Operazione Koko Head                                           | Operazione Search and Destroy della 2ª brigata della 25ª divisione fanteria USA | Provincia di Binh Duong ed ex provincia di Hau Nghia                                            |
| 24 - 29 luglio                  | Operazione Hobart                                              | Operazione Search and Destroy del 6º battaglione del Royal Australian Regiment |                                                                                                 |
| 25 luglio                       | Operazione Steel Horse VII                                     | Operazione di disturbo e interdizione del 6th Battalion, 16th Field Artillery | Provincia di Binh Dinh                                                                          |
| 26 - 29 luglio                  | Operazione Franklin/Operazione Lien Ket 50                     | Operazione Search and Destroy del 1º e 2º battaglione del 7º reggimento Marines e della 2ª divisione ARVN | Provincia di Quang Ngai                                                                         |
| 26 luglio - 1º agosto           | Operazione Springfield II                                      | Operazione Search and Destroy del 1º battaglione del 2º reggimento fanteria USA | Zona tattica del III corpo                                                                      |
| 31 luglio - 2 settembre         | Operazione Benning IV                                          | Operazione della 1ª brigata della 1ª divisione cavalleria USA | Provincia di Binh Dinh                                                                          |
| Agosto - settembre              | Operazione Blue Jay                                            | Operazione del II Field Force a copertura del dispiegamento della 196ª brigata fanteria USA nella sua base di Tay Ninh. Supportarono le operazioni la 25ª divisione fanteria USA nonché reparti aerei e terrestri che trasportarono uomini da Vũng Tàu a Tay Ninh |                                                                                                 |
| 1 - 25 agosto                   | Operazione Paul Revere II                                      | Operazione della 3ª brigata della 25ª divisione fanteria USA, della 2ª e 3ª brigata della 1ª divisione cavalleria USA, di unità ROKA, della 23ª divisione ARVN e della 3ª brigata aviotrasportata ARVN | Provincia di Pleiku                                                                             |
| 1 - 31 agosto                   | Operazione Oahu                                                | Operazione Search and Destroy della 25ª divisione fanteria USA | Provincia di Tay Ninh                                                                           |
| 2 - 8 agosto                    | Operazione Bucks                                               | Operazione Search and Destroy del 3º battaglione del 1º reggimento Marines, 15 km a sud di Đà Nẵng |                                                                                                 |
| 2 - 14 agosto                   | Operazione Cheyenne                                            | Messa in sicurezza della strada n° 13 da parte della 2ª e 3ª brigata della 1ª divisione fanteria USA | Tra Lai Khe e An Loc                                                                            |
| 3 agosto - 31 gennaio 1967      | Operazione Prairie                                             | Grande operazione Search and Destroy dai Marines della III Marine Amphibious Force schierata nella zona smilitarizzata (DMZ) al confine con il Vietnam del Nord. Lo scopo dell'operazione consisteva nel blocco dell'infiltrazione di unità nordvietnamite a sud del 17º parallelo e nella distruzione della divisione nordvietnamita 324B                                                 | Provincia di Quang Tri                                                                          |
| 4 - 30 agosto                   | Operazione Seamont                                             | Operazione Search and Destroy del 26º reggimento Marine | Phú Quốc                                                                                        |
| 6 - 21 agosto                   | Operazione Colorado/Operazione Lien Ket 52                     | Operazione Search and Destroy del 1º, 2º e 3º battaglione del 5º reggimento Marines, del 1º, 3º e 4º battaglione dei marines sudvietnamiti e del 35º e 39º battaglione ranger sudvietnamiti diretta contro la 2ª divisione NVA | Province di Quang Nam ed ex provincia di Quang Tin                                              |
| 7 - 18 agosto                   | Operazione Holsworthy                                          | Operazione per la conquista del villaggio di Binh Ba portata avanti dal 5º battaglione del Royal Australian Regiment | Ex provincia di Phuoc Tuy                                                                       |
| 7 agosto - 1º settembre         | Operazione Lahaina                                             | Operazione del 2º battaglione del 27º reggimento fanteria USA | Ex provincia di Hau Nghia                                                                       |
| 8 agosto - 1º settembre         | Operazione Aiea                                                | Operazione Search and Destroy della 2ª brigata della 25ª divisione fanteria USA | Ex provincia di Hau Nghia                                                                       |
| 10 - 12 agosto                  | Operazione Wilcox                                              | Operazione Search and Destroy del 1º battaglione del 9º reggimento Marines | Provincia di Quang Nam                                                                          |
| 10 agosto - 7 settembre         | Operazione Toledo                                              | Operazione Search and Destroy della 173ª brigata aviotrasportata USA, del 2º battaglione del 18º reggimento fanteria USA, del 1º battaglione del 26º reggimento Marines, della 1st Australian Task Force e del 33º e 35º reggimento ranger ARVN. Al termine dei combattimenti il quartier generale della 5ª divisione Viet Cong risultò distrutto assieme ad ingenti quantità di materiali | Ex province di Binh Tuy, Phuoc Tuy e Long Khanh                                                 |
| 10 agosto - 10 ottobre          | Operazione Stable                                              | Supporto ai movimenti della 9ª divisione fanteria sudcoreana (da Nha Trang a Tuy Hoa) dato dal 1º comando logistico USA |                                                                                                 |
| 11 agosto - aprile 1967         | Operazione Pink Rose                                           | Test DARPA e United States Forest Service volti alla scoperta di metodi innovativi per seccare e bruciare foreste | Province di Tay Ninh e Phuoc Long                                                               |
| 12 - 14 agosto                  | Operazione El Dorado                                           | Operazione Search and Destroy della 1ª brigata della 1ª divisione fanteria USA | Provincia di Binh Dinh                                                                          |
| 13 - 21 agosto                  | Operazione Suwannee                                            | Operazione Search and Destroy del 1º e 3º battaglione del 9º reggimento Marines | Provincia di Quang Nam                                                                          |
| 15 - 17 agosto                  | Operazione Belfast                                             | Operazione Search and Destroy della 1ª divisione fanteria | Provincia di Binh Duong                                                                         |
| 15 - 19 agosto                  | Operazione Gallup                                              | Operazione Search and Destroy USA | Zona tattica del III corpo                                                                      |
| 16 - 18 agosto                  | Operazione Smithfield                                          | Operazione del 6º battaglione del Royal Australian Regiment in risposta al fuoco di mortaio partito dal 275º reggimento Viet Cong | Long Tan                                                                                        |
| 16 - 29 agosto                  | Operazione Deckhouse III                                       | Operazione del 1º battaglione del 26º reggimento Marine e della 173ª brigata aviotrasportata USA | Vũng Tàu, ex provincia di Binh Tuy                                                              |
| 18 - 20 agosto                  | Operazione Broome                                              | Operazione Search and Destroy USA | Zona tattica del III corpo                                                                      |
| 18 - 20 agosto                  | Operazione Brown                                               | Operazione Search and Destroy del 1º e 2º battaglione del 1º reggimento Marine e del 51º reggimento ARVN | Provincia di Quang Nam                                                                          |
| 18 - 20 agosto                  | Operazione Quang Dien                                          | Operazione Search and Destroy ARVN | Provincia di Thua Thien-Hue                                                                     |
| 19 - 22 agosto                  | Operazione Castine                                             | Operazione Search and Destroy della 2ª brigata della 1ª divisione fanteria | Provincia di Binh Duong                                                                         |
| 20 - 22 agosto                  | Operazione Ottawa                                              | Operazione Search and Destroy del 3º battaglione del 4º reggimento Marines | Provincia di Thua Thien-Hue                                                                     |
| 20 - 29 agosto                  | Operazione Allegheny                                           | Operazione Search and Destroy del 3º reggimento Marine | 22 km a sud-ovest di Da Nang, provincia di Quang Nam                                            |
| 23 agosto - 2 settembre         | Operazione Amarillo                                            | Operazione di sminamento della 1ª brigata della 1ª divisione fanteria | Attorno Phu Loi, provincia di Binh Duong                                                        |
| 23 agosto - 23 settembre        | Operazione Pole Star                                           | Operazione Search and Destroy della 2ª brigata marine sudcoreana | Distretto di Binh Son, provincia di Quang Ngai                                                  |
| 23 agosto - 26 settembre        | Operazione Mallard II                                          | Dispiegamento del 2º battaglione del 34th Armor Regiment tra Vũng Tàu e Long Binh |                                                                                                 |
| 25 - 27 agosto                  | Operazione Long Phi 984                                        | Operazione Search and Destroy ARVN | Provincia di Kien Giang                                                                         |
| 26 - 31 agosto                  | Operazione Darlinghurst                                        | Rastrellamenti del 5º battaglione del Royal Australian Regiment seguiti alla battaglia di Long Tần | Provincia di Phuoc Tuy                                                                          |
| 26 agosto - 6 settembre         | Operazione Pawnee                                              | Operazione Search and Destroy del 3º battaglione del 4º reggimento Marine | Provincia di Thua Thien-Hue                                                                     |
| 26 agosto - 20 gennaio 1968     | Operazione Byrd                                                | Operazione della 1ª divisione cavalleria USA | Provincia di Binh Thuan                                                                         |
| 27 - 29 agosto                  | Operazione Jackson/Operazione Lien Ket 54                      | Operazione Search and Destroy del 3º battaglione del 5º e 7º reggimento Marines e del 4º reggimento ARVN | Provincia di Quang Ngai                                                                         |
| 31 agosto - 12 settembre        | Operazione Kipapa                                              | Operazione della 1ª brigata della 25ª divisione fanteria | Piantagione "Filhol", ex provincia di Hau Nghia                                                 |
| 1 - 4 settembre                 | Operazione Troy                                                | Operazione Search and Destroy del 2º battaglione del 1º reggimento Marines | Provincia di Quang Nam                                                                          |
| 1º settembre - 11 ottobre       | Operazione Sunset Beach                                        | Operazione Search and Destroy della 2ª brigata della 25ª divisione fanteria USA | Ex provincia di Hau Nghia                                                                       |
| 2 - 6 settembre                 | Operazione Dan Chi 261                                         | Operazione ARVN | Province di Bac Lieu e An Xuyen                                                                 |
| 2 - 29 settembre                | Operazione Benning V                                           | Operazione della 3ª brigata della 1ª divisione cavalleria USA | Provincia di Binh Dinh                                                                          |
| 3 settembre                     | Operazione Decatur                                             | Operazione del 1º battaglione del 26º reggimento fanteria | Quon Loi e An Loc                                                                               |
| 4 - 6 settembre                 | Operazione Cranston                                            | Operazione del 1º battaglione del 16º reggimento fanteria USA | Tra Phu Loi e Lai Khe                                                                           |
| 4 - 15 settembre                | Operazione El Paso                                             | Operazione Search and Destroy del 1º e 2º battaglione del 5º reggimento Marines e del 2º, 3º e 4º battaglione del 6º reggimento ARVN | Ex provincia di Quang Tin                                                                       |
| 4 - 15 settembre                | Operazione Napa/Operazione Lien Ket 56                         | Operazione Search and Destroy del 1º e 3º battaglione del 5º reggimento Marines e del 2º, 3º e 4º battaglione del 6º reggimento ARVN | Ex provincia di Quang Tin                                                                       |
| 4 settembre - 8 ottobre         | Operazione Baton Rouge                                         | Operazione Search and Destroy del 1º battaglione del 18º reggimento fanteria | Zona speciale di Rung Sat                                                                       |
| 4 settembre - 25 ottobre        | Operazione Seward                                              | Operazione Search and Destroy della 1ª brigata della 101ª divisione aviotrasportata USA e del 1º battaglione del 22º reggimento fanteria USA | Provincia di Phu Yen                                                                            |
| 5 - 29 settembre                | Operazione Meadowlark                                          | Stanziamento del 11th Armored Cavalry Regiment da Long Binh a Vũng Tàu |                                                                                                 |
| 6 - 9 settembre                 | Operazione Manh Ho                                             | Operazione ARVN | Provincia di Binh Dinh                                                                          |
| 6 - 12 settembre                | Operazione Bangor                                              | Operazione Search and Destroy del 2º battaglione del 26º reggimento fanteria USA | Provincia di Binh Duong                                                                         |
| 7 - 12 settembre                | Operazione Cannon                                              | Operazione Search and Destroy del 2º battaglione del 1º reggimento Marines e del 3º battaglione del 9º reggimento Marines | Provincia di Quang Nam                                                                          |
| 8 settembre                     | Operazione Seaside                                             | Operazione Search and Destroy del 3º battaglione del 1º reggimento Marines | Provincia di Quang Nam                                                                          |
| 8 - 9 settembre                 | Operazione Wilton                                              | Operazione Search and Destroy USA | Zona tattica del III corpo                                                                      |
| 8 - 14 settembre                | Operazione Pawnee II                                           | Operazione Search and Destroy del 3º battaglione del 4º reggimento Marines | Provincia di Thua Thien-Hue                                                                     |
| 8 - 16 settembre                | Operazione Fresno                                              | Operazione Search and Destroy del 1º battaglione del 7º reggimento Marines | Provincia di Quang Ngai                                                                         |
| 8 - 24 settembre                | Operazione Vaucluse                                            | Operazione Search and Destroy del 5º e 6º battaglione del Royal Australian Regiment | Ex provincia di Phuoc Tuy                                                                       |
| 13 - 22 settembre               | Operazione Atlantic City                                       | Operazione Search and Destroy della 3ª brigata della 1ª divisione fanteria USA, della 173ª brigata aviotrasportata USA e della 25ª divisione fanteria USA | Provincia di Binh Duong                                                                         |
| 13 settembre - 2 ottobre        | Operazione Oliver Wendell Holmes                               | Operazione Search and Destroy della 3ª brigata aviotrasportata ARVN e della 1ª e 2ª brigata della 1ª divisione cavalleria USA |                                                                                                 |
| 13 settembre - 30 ottobre       | Operazione Thayer I                                            | Operazione della 1ª divisione cavalleria USA, del 3º battaglione aviotrasportato ARVN e del 41º reggimento ARVN | Provincia di Binh Dinh                                                                          |
| 14 settembre - 24 novembre      | Operazione Attleboro                                           | Operazione della 196ª brigata fanteria USA, della 1ª e 4ª divisione USA e della 173ª brigata aviotrasportata USA | Zona di guerra "C", provincia di Tay Ninh                                                       |
| 14 settembre - 13 febbraio 1967 | Operazione Lanikai                                             | Operazione della 1ª brigata della 25ª divisione fanteria USA | Provincia di Long An                                                                            |
| 15 - 21 settembre               | Operazione Danbury                                             | Operazione Search and Destroy del 1º battaglione del 16º reggimento fanteria USA e del 2º battaglione del 28º reggimento fanteria USA | 10 km ad ovest di Lai Khe, zona tattica del III corpo                                           |
| 15 - 24 settembre               | Operazione Deckhouse IV                                        | Rinforzo all'operazione Prairie portato dal 1º battaglione del 26º reggimento Marine e dal 3º battaglione ricognizione dei Marine | 12 km a nord-est di Dong Ha, zona tattica del I corpo                                           |
| 15 settembre - 9 ottobre        | Operazione Sioux City                                          | Operazione Search and Destroy della 173ª brigata aviotrasportata USA | Xom Cat, ex provincia di Bien Hoa                                                               |
| 15 settembre - 14 novembre      | Operazione Kalihi                                              | Operazione della 1ª brigata della 25ª divisione fanteria USA | Piantagione "Filhol", ex provincia di Hau Nghia                                                 |
| 16 - 27 settembre               | Operazione Golden Fleece 7-1/Operazione Lien Ket 60            | Serie di azioni per proteggere le piantagioni di riso intraprese dal 1º battaglione del 7º reggimento Marines e dal 4º reggimento ARVN | Distretto di Mo Duc                                                                             |
| 16 settembre - 19 ottobre       | Operazione Wren                                                | Presa di posizione di un gruppo di civili filippini armati tra la provincia di Tay Ninh e la Baia di Cam Ranh |                                                                                                 |
| 19 settembre - 4 ottobre        | Operazione Kamuela                                             | Operazione Search and Destroy della 25ª divisione fanteria USA | Bosco di Boi Loi e piantagione di Ben Cui, provincia di Binh Duong                              |
| 20 - 22 settembre               | Operazione Huntsville                                          | Operazione Search and Destroy della 3ª brigata della 1ª divisione fanteria USA e del 48º reggimento ARVN | Zona tattica del III corpo                                                                      |
| 22 - 28 settembre               | Operazione Binh Phu 27                                         | Operazione ARVN | Provincia di Binh Dinh                                                                          |
| 23 settembre - 1º ottobre       | Operazione Longview                                            | Messa in sicurezza della strada n° 16 da parte della 1ª brigata della 1ª divisione fanteria USA | Tra Phuoc Vinh e Bien Hoa                                                                       |
| 23 settembre - 30 ottobre       | Operazione Mang Ho VI                                          | Operazione Search and Destroy della divisione di fanteria meccanizzata "della capitale" sudcoreana | Provincia di Binh Dinh                                                                          |
| 24 settembre                    | Operazione Coffee                                              | Operazione Search and Destroy del 2º battaglione del 1º reggimento Marines | Provincia di Quang Nam                                                                          |
| 25 settembre                    | Operazione Boyd                                                | Operazione Search and Destroy del 2º battaglione del 28º reggimento fanteria USA | Provincia di Binh Duong                                                                         |
| 28 - 29 settembre               | Operazione Monterey                                            | Operazione Search and Destroy del 1º e 2º battaglione del 5º reggimento Marines | Ex provincia di Quang Tin                                                                       |
| 28 - 30 settembre               | Operazione Kathy                                               | Operazione Search and Destroy del 2º e 8º battaglione aviotrasportato ARVN | Ho Chi Minh                                                                                     |
| 29 settembre - 11 ottobre       | Operazione Benning VI                                          | Operazione della 2ª brigata della 1ª divisione cavalleria USA | Provincia di Binh Dinh                                                                          |
| 30 settembre - 2 ottobre        | Operazione Monterey II                                         | Operazione Search and Destroy del 1º e 2º battaglione del 5º reggimento Marines | Ex provincia di Quang Tin                                                                       |
| 30 settembre - 3 ottobre        | Operazione Crowsnest                                           | Assistenza alla popolazione del villaggio di Duc Thanh fornita dal 5º battaglione del Royal Australian Regiment | Ex provincia di Phuoc Tuy                                                                       |
| Ottobre                         | Operazione Traffic Cop                                         | Fase iniziale dell'operazione Sea Dragon |                                                                                                 |
| 1º ottobre                      | Operazione Dazzlem                                             | Operazione della 1ª divisione cavalleria USA e della 173ª brigata aviotrasportata USA | Provincia di Binh Dinh                                                                          |
| 1 - 4 ottobre                   | Operazione Little Rock                                         | Operazione Search and Destroy della 1ª brigata della 1ª divisione fanteria USA e del 48º reggimento ARVN | Provincia di Phuoc Long                                                                         |
| 1 - 25 ottobre                  | Operazione Kern                                                | Operazione Search and Destroy del 2º battaglione del 3º reggimento Marines | Provincia di Quang Ngai                                                                         |
| 2 - 24 ottobre                  | Operazione Irving/Operazione Dai Bang 800/Operazione Mang Ho 6 | Provincia di Binh Dinh |                                                                                                 |
| 2 - 27 ottobre                  | Operazione Bathurst                                            | Operazione Search and Destroy del 5º e 6º battaglione del Royal Australian Regiment | Provincia di Phuoc Tuy                                                                          |
| 3 - 10 ottobre                  | Operazione Decatur II                                          | Operazione della 1ª divisione fanteria USA | Zona tattica del III corpo                                                                      |
| 3 - 10 ottobre                  | Operazione Lee/Operation Lien Ket 64                           | Operazione della 2ª brigata marine sudcoreana e del 4º reggimento ARVN | Provincia di Quang Ngai                                                                         |
| 3 - 20 ottobre                  | Operazione Lam Son 318                                         | Operazione ARVN | Provincia di Quang Tri                                                                          |
| 6 - 10 ottobre                  | Operazione Canberra                                            | Operazione Search and Destroy del 5º battaglione del Royal Australian Regiment rinforzata da uno squadrone di VTT per mettere in sicurezza la strada n° 15 situata nella zona della 1st Australian Task Force. L'obiettivo di fondo era di supportare il dispiegamento della 4ª divisione fanteria USA a Bear Cat                                                                          |                                                                                                 |
| 6 - 15 ottobre                  | Operazione Hickory                                             | Operazione Search and Destroy del 3º squadrone dell'11º reggimento cavalleria corazzata USA | Provincia di Bien Hoa                                                                           |
| 8 - 15 ottobre                  | Operazione Kent                                                | Operazione Search and Destroy del 2º battaglione del 7º reggimento Marines | Provincia di Quang Ngai                                                                         |
| 8 - 16 ottobre                  | Operazione Tulsa                                               | Pacificazione della strada n° 13 tra Phu Cuong e An Loc eseguita dalla 1ª divisione fanteria USA e dalla 5ª divisione ARVN |                                                                                                 |
| 8 ottobre - 4 dicembre          | Operazione Winchester                                          | Operazione Search and Destroy del 4º battaglione del 503º reggimento aviotrasportato USA per soccorrere il 2º battaglione del 26º reggimento Marines e per prendere possesso di un'ampia zona attorno Da Nang | Đà Nẵng                                                                                         |
| 11 - 16 ottobre                 | Operazione Robin                                               | Operazione del 5º battaglione del Royal Australian Regiment e della 173ª brigata aviotrasportata USA per rendere sicuro lo sbarco della 3ª brigata della 4ª divisione fanteria USA al porto di Vũng Tàu. L'operazione contemplò anche l'occupazione del futuro campo della brigata nel distretto di Ben Cat.                                                                               |                                                                                                 |
| 11 - 20 ottobre                 | Operazione Teton                                               | Operazione Search and Destroy del 3º battaglione del 1º reggimento Marines | Provincia di Quang Nam                                                                          |
| 11 ottobre - 14 novembre        | Operazione Kailua                                              | Operazione della 2ª brigata della 25ª divisione USA | Ex provincia di Hau Nghia                                                                       |
| 11 ottobre - 17 novembre 1967   | Operazione Uniontown                                           | Operazione della 173ª brigata aviotrasportata USA, dell'11º reggimento cavalleria corazzata USA e della 199ª brigata fanteria leggera USA | Attorno Long Binh                                                                               |
| 16 ottobre                      | Operazione Cuu Long 22/KT                                      | Operazione ARVN | Provincia di Dinh Tuong                                                                         |
| 16 - 17 ottobre                 | Operazione Craddock                                            | Operazione Search and Destroy USA | Zona tattica del III corpo                                                                      |
| 16 ottobre - 3 dicembre         | Operazione Leeds                                               | Operazione Search and Destroy della 3ª brigata della 1ª divisione fanteria USA |                                                                                                 |
| 17 - 26 ottobre                 | Operazione Queanbeyan                                          | Operazione Search and Destroy del 5º battaglione del Royal Australian Regiment | Ex provincia di Phuoc Tuy                                                                       |
| 18 - 20 ottobre                 | Operazione Dan Chi 263                                         | Operazione ARVN | Provincia di Chuong Tien                                                                        |
| 18 - 30 ottobre                 | Operazione Dover                                               | Operazione Search and Destroy del 1º battaglione del 5º reggimento Marines | Ex provincia di Quang Tin                                                                       |
| 18 ottobre - 30 dicembre        | Operazione Paul Revere IV                                      | Operazione Search and Destroy condotta lungo il confine cambogiano dalla 2ª brigata della 1ª divisione cavalleria USA e della 4ª divisione fanteria USA e dalla 2ª e 3ª brigata della 25ª divisione USA | Ovest della zona tattica del II corpo                                                           |
| 18 ottobre - 1º febbraio 1967   | Operazione Duck                                                | Spostamento della 9ª divisione fanteria USA da Vung Tau a Bear Cat |                                                                                                 |
| 19 ottobre - dicembre           | Operazione Atlanta I                                           | Operazione dell'11º reggimento cavalleria corazzata USA per proteggere le linee di comunicazione in tre province attorno Saigon e per bonificare la zona della nuova base "Blackhorse" | 13 km a sud del distretto di Xuan Loc                                                           |
| 20 - 24 ottobre                 | Operazione Bethlehem                                           | Operazione Search and Destroy della 2ª brigata della 1ª divisione fanteria USA | Provincia di Binh Duong                                                                         |
| 21 - 23 ottobre                 | Operazione Madison                                             | Operazione Search and Destroy del 3º battaglione del 1º reggimento Marines | Provincia di Quang Nam                                                                          |
| 21 ottobre - 5 novembre         | Operazione Allentown/Operazione Lam Son II South               | Operazione Search and Destroy della 2ª brigata della 1ª divisione fanteria USA | Province di Gia Dinh, Binh Duong e Bien Hoa                                                     |
| 25 ottobre - 28 novembre        | Operazione Bremerton                                           | Operazione Search and Destroy del 3º battaglione del 22º reggimento fanteria USA | Zona speciale di Rung Sat                                                                       |
| 25 ottobre - 4 dicembre         | Operazione Geronimo                                            | Operazione della compagnia C (1º battaglione del 327º reggimento fanteria USA) e della 1ª brigata della 101ª divisione aviotrasportata | Phu Hiep, provincia di An Giang                                                                 |
| 25 ottobre - 12 febbraio 1967   | Operazione Thayer II                                           | Operazione della 1ª divisione cavalleria USA, della 25ª divisione fanteria USA e dei marines sudvietnamiti lungo le pianure adiacenti alla costa e nelle valli di Kim Son e Soui Ca | Ovest della provincia di Binh Dinh                                                              |
| 25 ottobre - 2 aprile 1967      | Operazione Adams                                               | Operazione della 1ª brigata della 4ª divisione fanteria USA e della 101ª divisione aviotrasportata USA e del 47º reggimento ARVN per proteggere le piantagioni di riso | Provincia di Phu Yen                                                                            |
| 25 ottobre - 31 ottobre 1968    | Operazione Sea Dragon                                          | Operazione RAN e US Navy per impedire comunicazioni e rifornimenti dal Vietnam del Nord al Vietnam del Sud |                                                                                                 |
| 29 ottobre - 24 dicembre        | Operazione Pawnee III                                          | Operazione Search and Destroy del 2º battaglione del 26º reggimento Marine | Provincia di Thua Thien-Hue                                                                     |
| 30 - 31 ottobre                 | Operazione Bundaberg                                           | Operazione del 5º e 6º battaglione del Royal Australian Regiment | Vicino Hoa Long, provincia di Phuoc Tuy                                                         |
| 31 ottobre                      | Operazione Travis                                              | Richiamo d'urgenza della 2ª brigata della 1ª divisione cavalleria per aiutare i soldati impegnati nell'operazione Paul Revere IV |                                                                                                 |
| Novembre - gennaio 1970         | Operazione Stable Door                                         | Scorta alle navi alleate fornita dalla US Navy |                                                                                                 |
| 5 - 8 novembre                  | Operazione Lien Ket 68                                         | Operazione Search and Destroy ARVN | Provincia di Quang Tin                                                                          |
| 5 - 19 novembre                 | Operazione Shasta                                              | Operazione Search and Destroy del 2º battaglione del 1º e 3º reggimento Marines e del 1º battaglione del 26º reggimento Marines | Provincia di Quang Nam                                                                          |
| 6 - 7 novembre                  | Operazione Yass                                                | Operazione del 5º battaglione del Royal Australian Regiment | Ex provincia di Phuoc Tuy                                                                       |
| 8 - 12 novembre                 | Operazione Hayman                                              | Operazione del 3º squadrone SAS e del 5º battaglione del Royal Australian Regiment per circondare i Viet Cong che si erano inflitrati in un villaggio dell'isola di Long Son |                                                                                                 |
| 8 - 14 novembre                 | Operazione Arcadia                                             | Operazione Search and Destroy del 1º e 3º battaglione del 1º reggimento Marines | Provincia di Quang Nam                                                                          |
| 9 - 27 novembre                 | Operazione Dragon Eye                                          | Operazione Search and Destroy della 2ª brigata marine sudcoreana | Provincia di Quang Ngai                                                                         |
| 16 novembre - 12 gennaio 1967   | Operazione Dan Tam 81                                          | Operazione dell'11º reggimento cavalleria corazzata e della 10ª divisione ARVN per proteggere le piantagioni di riso | Province di Binh Tuy e Long Khanh                                                               |
| 18 novembre - 3 dicembre        | Operazione Ingham                                              | Operazione Search and Destroy del 5º e 6º battaglione del Royal Australian Regiment | Distretto di Xuyen Moc                                                                          |
| 18 novembre - 14 maggio 1967    | Operazione Fort Nisqually                                      | Operazione Search and Destroy della 3ª brigata della 4ª divisione USA che prese posizione tra Bear Cat e il distretto di Dau Tieng | Provincia di Binh Duong                                                                         |
| 19 - 27 novembre                | Operazione Lien Ket 70                                         | Operazione Search and Destroy della 2ª divisione ARVN | Provincia di Quang Ngai                                                                         |
| 20 - 27 novembre                | Operazione Rio Blanco/Operazione Lien Ket 70                   | Operazione Search and Destroy del 1º battaglione del 7º reggimento Marines e di reparti ARVN | Provincia di Quang Ngai                                                                         |
| 20 - 27 novembre                | Operazione Rio Grande/Operazione Lien Ket 81                   | Operazione Search and Destroy del 1º battaglione del 5º reggimento Marines, della 2ª brigata marines sudcoreani e della 2ª divisione ARVN | Provincia di Quang Ngai                                                                         |
| 24 novembre - 2 dicembre        | Operazione Waco                                                | Operazione Search and Destroy del 1º battaglione del 503º reggimento aviotrasportato USA | Provincia di Bien Hoa                                                                           |
| 25 novembre - 9 dicembre        | Operazione Bismark                                             | Operazione Search and Destroy della 1ª brigata della 1ª divisione fanteria USA nell'ottica di mettere in sicurezza la strada n° 16 | Tra Phuoc Vinh e il distretto di Di An                                                          |
| 27 novembre - 3 dicembre        | Operazione Charleston                                          | Operazione Search and Destroy del 2º battaglione del 18º reggimento fanteria USA | Zona speciale di Rung Sat                                                                       |
| 29 novembre - 5 dicembre        | Operazione Healdsburg                                          | Operazione Search and Destroy della 3ª brigata della 1ª divisione fanteria USA | Zona tattica del III corpo                                                                      |
| 29 novembre - 7 dicembre        | Operazione Mississippi                                         | Operazione Search and Destroy del 2º battaglione del 5º reggimento Marines | Provincia di Quang Nam                                                                          |
| 30 novembre - 6 dicembre        | Operazione Sutter                                              | Operazione Search and Destroy del 1º battaglione del 5º reggimento Marines | Provincia di Quang Tin                                                                          |
| 30 novembre - 14 dicembre 1967  | Operazione Fairfax/Operazione Rang Dong                        | Operazione del 1º battaglione della 1ª, 4ª e 25ª divisione fanteria USA e 5ª divisione ARVN, del 1º battaglione della 196ª brigata fanteria USA e dei ranger sudvietnamiti | Ho Chi Minh                                                                                     |
| Dicembre                        | Operazione Boulder                                             | Operazione Search and Destroy del 1º battaglione del 26º reggimento USA |                                                                                                 |
| 4 - 5 dicembre                  | Operazione Alexandria                                          | Operazione dell'11º reggimento cavalleria corazzato | Provincia di Duc Thanh e distretto di Xuan Loc                                                  |
| 4 - 14 dicembre                 | Operazione Canary                                              | Operazione svolta in due fasi dalla 173ª brigata aviotrasportata USA e dalla 1ª Task Force australiana concernente la messa in sicurezza della strada n° 15 da Phu My a Long Binh e da Phu My a Bear Cat. I beneficiari erano la 199ª brigata fanteria leggera USA e la 9ª divisione fanteria USA                                                                                          |                                                                                                 |
| 6 - 7 dicembre                  | Operazione Trinidad                                            | Operazione Search and Destroy del 1º battaglione del 1º reggimento Marine | Provincia di Quang Nam                                                                          |
| 6 dicembre - 19 gennaio 1967    | Operazione Pickett                                             | Operazione Search and Destroy della 1ª brigata della 101ª divisione aviotrasportata USA | Provincia di Kon Tum                                                                            |
| 7 - 11 dicembre                 | Operazione Trinidad II                                         | Operazione Search and Destroy del 1º battaglione del 1º reggimento Marine | Provincia di Quang Nam                                                                          |
| 7 - 12 dicembre                 | Operazione Cortez                                              | Operazione Search and Destroy del 3º battaglione del 5º reggimento Marine | Provincia di Quang Tin                                                                          |
| 10 dicembre - 12 gennaio 1967   | Operazione Blackjack 22                                        | Operazione delle forze speciali USA | Provincia di Dak Lak                                                                            |
| 11 - 16 dicembre                | Operazione Sterling                                            | Operazione Search and Destroy del 3º battaglione del 9º reggimento Marine | Provincia di Quang Nam                                                                          |
| 12 dicembre - 21 gennaio 1967   | Operazione Sierra                                              | Operazione Search and Destroy del 2º battaglione del 7º reggimento Marine | Provincia di Quang Ngai                                                                         |
| 16 - 26 dicembre                | Operazione Initiator                                           | Operazione Search and Destroy della 199ª brigata fanteria leggera USA | Provincia di Long Binh                                                                          |
| 17 - 21 dicembre                | Operazione Glenn                                               | Operazione Search and Destroy del 3º battaglione del 1º reggimento Marine | Provincia di Quang Nam                                                                          |
| 19 - 21 dicembre                | Operazione Shasta II                                           | Operazione Search and Destroy del 1º battaglione del 1º reggimento Marine | Provincia di Quang Nam                                                                          |
| 19 - 22 dicembre                | Operazione Santa Cruz                                          | Operazione Search and Destroy della 1ª divisione fanteria USA | Provincia di Binh Duong                                                                         |
| 20 dicembre - 16 febbraio 1967  | Operazione Chinook I                                           | Operazione del 4º reggimento Marine | Provincia di Thua Thien-Hue                                                                     |
| 24 dicembre                     | Operazione Little Sheba                                        | Operazione della 1ª brigata della 1ª divisione fanteria USA per garantire la sicurezza dei convogli lungo le strade | Provincia di Bien Hoa                                                                           |
| 27 - 30 dicembre                | Operazione Dan Chi 270D                                        | Operazione Search and Destroy USA e ARVN | Provincia di Chuong Tien                                                                        |
| 27 - 31 dicembre                | Operazione Wiggins                                             | Operazione Search and Destroy del 2º battaglione del 3º reggimento fanteria USA | Provincia di Chuong Tien                                                                        |